# De wind zal ons meenemen
De wind zal ons meenemen (Perzisch: باد ما را خواهد برد, Bād mā rā khāhad bord) is een Iraans-Franse dramafilm uit 1999 onder regie van Abbas Kiarostami. Hij won hiervoor de Zilveren Leeuw op het Filmfestival van Venetië.

## Verhaal
Een man die zich voordoet als ingenieur en zijn twee assistenten zijn in de wagen op weg naar een dorp in Iraans Koerdistan. Als ze aankomen in het dorp, beginnen ze met hun werk. Dat bestaat voornamelijk uit wachten. De ingenieur toont interesse in een stervende bejaarde vrouw en blijft zijn gids voortdurend ondervragen over haar gezondheid.

## Rolverdeling
- Behzad Durani: Ingenieur
- Noghre Asadi
- Roushan Karam Elmi
- Bahman Ghobadi
- Shahpour Ghobadi
- Reihan Heidari
- Masud Mansouri
- Ali Reza Naderi
- Frangis Rahsepar
- Masoameh Salimi
- Farzad Sohrabi
- Lida Soltani